# Хохбергер, Юлиуш
Юлиуш Ка́роль Хохбе́ргер (пол. Juliusz Karol Hochberger; 16 мая 1840, Познань — 5 апреля 1905, Львов) — львовский архитектор.

## Биография
Юлиуш Хохбергер родился 16 мая 1840 года в Познани (тогда Позен, Пруссия). Начальное образование получил в Познанской гимназии. После её окончания и года работы в 1859-м продолжил обучение в королевской Строительной академии в Берлине. Ещё в период обучения в Берлинской академии Юлиуш зарекомендовал себя талантливым архитектором, о чём свидетельствует получение в 1866 году серебряной медали в архитектурном конкурсе, посвященном годовщине смерти Шинкеля. После окончания академии работал в Прусской строительной службе архитектором и администратором. Его архитектурная деятельность, в то время, была очень разнообразной. Он проектировал костелы, мосты, дороги, лечебные учреждения, железнодорожные вокзалы и станции. В 1872 году Юлиуш Хохбергер одержал победу в конкурсе на вакантную должность директора городского строительного правительства в Львове. На этой должности проработал 33 года. В 1882 году был членом редакции журнала «Dźwignia», повторно — в 1890—1893 годах (в то время уже «Czasopismo Techniczne»). Принял активное участие в Галицкой Краевой выставке в Львове. В 1894 году награждён Орденом железной короны 3-го класса. Скончался 5 апреля 1905 года. Похоронен в фамильном склепе, рядом с женой, на Лычаковском кладбище (68 поле).

## Семья
- отец — Юлиуш Анджей Хохбергер (1810—1890);
- мать — Анна-Марианна-Людгарда Зейланд (1814—1889);
- жена — Елена-Магдалена Морачевская-Холева (1845—1889);
- дочь — Елена-Франциска (1873—1943);
- дочь — Аниела Людвика (1880—1940);
- дочь — Мария Антонина (1880—1963);
- сын — Казимеж (1883—1898).

## Работы

### Культовые и сакральные сооружения
- Кирха Пресвятого Спасителя (евангелический) в Познани (1866—1869);[2]
- Костел Св. Марии Магдалины в селе Бече (нем. Betsche, с 1945 г. — Пшчев, пол. Pszczew);[3].
- Костел Святого Павла в Познани[3].

### Административные здания
- Галицкий краевой сейм (1877—1881) — теперь Львовский национальный университет имени Ивана Франко.

В 1877 году был проведен конкурс проектов для Галицкого сейма. На конкурс было представлено 30 проектов, из них были награждены четыре, среди них и проект Отто Вагнера. Поскольку ни один проект не был утвержден для реализации, то комиссия поручила разработать новый проект, на основе награждённых, Юлиушу Хохбергер (директору городского строительного правительства). Новый проект не только имел совершенное планирование и богатое архитектурное убранство, но ещё и был дешевле, чем предполагали условия конкурса. Общий план сооружения обусловлен конфигурацией квартала. Главный фасад выходит на Городской (Иезуитский) парк — теперь парк имени Франко. Он решен в формах зрелого Венского ренессанса. Центральный ризалит здания в форме колонного портика дополняют скульптурные композиции «Труд» и «Образование», работы Т. Ригера. Ему же принадлежит и скульптурная композиция «Галичина, Висла и Днестр», венчающая антаблемент. Аллегорические скульптуры принадлежат резцам С. Трембецкого и Ф. Микульского. Над главным входом, на уровне второго этажа, расположена лоджия, декорирована спаренными колоннами коринфского ордера. Развитый центральный ризалит поддерживают два боковых ризалита. Симметрично, на главном фасаде, расположены два проезды во внутренние дворы. От главного корпуса, вглубь участка, расположены крылья. В центральном крыле, между внутренними двориками, находятся: шестимаршевая, лестничная клетка, а также залы заседаний, библиотека, буфет.

### Образовательные сооружения
В 1873 году Сеймом был принят новый школьный краевой устав — Постановление о содержании школ за счет города, а также решение о том, что все государственные учреждения начального образования должны размещаться в собственных зданиях. В 1874 году был создан Школьной краевой совет. В его обязанности входили: вопросы финансирования образования, надзор за соответствующим уровнем строительства образовательных сооружений и др. Краевой совет принял критерии для строительства школьных зданий. В зависимости от типа школы (смешанного типа: мужские и женские, или раздельного) возникли определенные особенности планирования. Чаще строились школы смешанного типа. Мужская и женская части были изолированными. Они имели отдельные входы и отдельные наборы всех обязательных учебных помещений. В общем пользовании могли быть гимнастический зал, часовня и помещения школьной администрации. Обычно использовались коридорная и галерейная планировочные системы.
- Гимназия № 3 имени императора Франца-Иосифа I (уже после 1918 года — имени Стефана Батория), на улице Князя Романа (1876).

Трехэтажное неоренессансное здание. В планировании этого здания архитектор впервые применил коридорную систему планирования. Главный вход акцентирован ризалитом, с большими арочными окнами актового зала, украшенный скульптурами деятелей польской науки и культуры: А. Снядецкого, Н. Коперника, Т. Чацкого, А. Мицкевича, Ю.-М. Оссолинского, Я. Длугоша работы скульптора Тадеуша Баронча. Сейчас здесь размещается Научно-исследовательский институт университета «Львовская Политехника».
- Высшая реальная школа, на улице Шухевича, 2 (1876).

Это объединенный комплекс, с гимназией имени Франца-Иосифа I. В плане Г-образное, трехэтажное, неоренессансное здание. Сейчас — Средняя школа № 35.
- Школа Святого Мартина, на улице Жолквовской, 6 (1876).

Теперь — школа № 57. Школа смешанного типа, трехэтажное здание, в плане — П-образное, в крыльях расположены классные комнаты, а по оси главного фасада: конференц-зал, гимнастический зал, научные кабинеты. Фасады оформлены по мотивам архитектуры итальянского ренессанса.
- Школа Святой Марии Магдалины, в месте пересечения улицы Бандеры, улицы Генерала Чупринки и улицы Вербицкого (1883).

Теперь — Средняя школа № 3. Здание выполнено из кирпича в «аркадном стиле». Трехэтажное здание, в плане — прямоугольное, разделено на две равные половины стеной, у которой сгруппированы санузлы. Параллельно главному фасаду размещен коридор, по обе стороны которого расположены классные комнаты. На первом этаже запроектированы административные помещения и гимнастический зал.
- Школа Святой Анны, на углу улицы Леонтовича, 2 и улицы Городоцкой, 28 (1884).

Ныне — Средняя школа № 11. Школа смешанного типа, в плане — Г-образная, с большим внутренним двором. Женская половина — расположенная в крыле вдоль улицы Городоцкой, мужская — в крыле по улице Леонтовича. Выполнена из кирпича в «аркадном стиле». Фасад украшен ступенчатым фронтоном.
- Школа имени Сташица, на улице Леси Украинки, 45 (1892).

Теперь — Украинская академия книгопечатания. Для застройки был выделен участок сложной формы: угол обеих улиц образовывал острый угол. В связи с этим, здание, в плане, похоже на треугольник с небольшим внутренним двором. Из-за перепада рельефа здание частично трехэтажное, частично четырёхэтажное. Одно крыло школы вытянулось по улице Леси Украинки, другое — вдоль площади Данила Галицкого. Крылья объединяет флигель, в котором располагаются лестничные клетки и санузлы. Фасады декорированы в стиле итальянского неоренессанса.
- Школа имени Мицкевича, на улице Театральной, 15 (1893) (1891—1892).

Сегодня — школа № 62. Фасады отделаны с использованием мотивов итальянского неоренессанса и на уровне третьего этажа расположена статуя Адама Мицкевича, авторства Станислава Левандовского.

### Финансовые учреждения
- Дом страхового общества, позже Австрийский кредитный торгово-промышленный банк на улице Сечевых Стрельцов, 14 (1883).

Здание выполнено в ренессансном стиле, но надстройка четвёртого и пятого этажа и многочисленные реконструкции сильно изменили её облик. В плане — П-образная с большим внутренним двором.
— Филиал краковского страхового общества «Флорианка», на улице Сечевых Стрельцов, 16 (1887).
В плане — здание Г-образной формы, фасады декорированы с использованием ренессансных мотивов.

### Другие работы
- Собственная вилла, на улице Кирилла и Мефодия, 11, построена в 1880 году.

Перестроена в 1913 году для нового владельца — С. Левандовского, по проекту К. Теодоровича. Теперь — здесь детский сад № 43. Здание, в плане, приближено к квадрату. Композиционное решение главного фасада симметричное. На нём, акцентом выступает застекленная веранда, украшена балясинами, над ней, на уровне второго этажа, размещается балкон. Первый этаж декорирован линейным рустом. Профилированные тяги опоясывают здание, на границе первого и второго этажей и под окнами второго. Дверной проем балкона и окна второго этажа имеют профилированное обрамление. Над окнами размещаются линейные сандрики, а над балконной дверью — сегментные. Первичное внутреннее планирование — анфиладное, изменено позднейшими перестройками.
- Плебания церкви Святой Параскевы Пятницы, на улице Гайдамацкой, 2 (1873—1876).

Выполнена в «аркадном» стиле.
- Дом пожарной команды, на площади Князя Святослава.

Одноэтажное, крытое железом сооружение.
- Пожарная часть, на улице Винниченка (1884).

Не сохранено. Было выполнено в неоготическом стиле из красного кирпича, двухэтажное, частично одноэтажное.
- Пожарная часть, на площади Даниила Галицкого (1901).

Соавтор — И. Брунек. Здание выполнено в неоготическом стиле, фасады имеют хроматическое решения — выполнены из двухцветного кирпича. Украшенная скульптурой Святого Флориана (покровителя пожарников), работы Петра Войтовича.
- Военный манеж, на углу улицы Генерала Грекова, 1 и улицы Ветеранов (1889—1891).
- Комплекс-приют для бедных фонда Брата Альберта, на углу улицы Золотой, 2 и улицы Клепаровской, 15 (1892, 1896).

Теперь — промышленное заведение.
- Комплекс больницы фонда А. Билинского, на улице Смаль-Стоцкого (1891—1897).

Соавторы — И. Брунек, А. В. Вайсс, С. Сулковский.
- Павильон Львова на Галицкой Краевой выставке (1894).

Юлиуш Хохбергер разработал основную идею (эскизы), а Карел Боублик доработал. Строительные работы выполнил Мюллер. Павильон выполнен в стиле немецкого ренессанса, украшенный различным декором. После закрытия выставки павильон перенесли в Стрыйский парк и переделали под ресторан.
- Современная подъездная дорога к верхнему входу в Стрыйский парк.

Некогда главный вход на Галицкую Краевую выставку (1894).
- Проект реставрации Пороховой башни (около 1895)[13]
- Неоготические ворота Лычаковского кладбища (1875, 1901).
- Мост в Тшцели на Обри[3].